# Peter Job
Sir Peter James Denton Job (* 13. Juli 1941) ist ein britischer Manager. 
Der studierte Journalist war von 1963 bis zu seinem Ruhestand im Juli 2001 bei der britischen Nachrichtenagentur Reuters, von 1991 bis 2001 als Vorstandsvorsitzender, tätig. Für Reuters baute er ab 1971 in Südamerika, Afrika, Asien und im Nahen Osten die Agentur auf und leitete von 1978 bis 1991 die Asien-Abteilung. Für seine Verdienste um die Medien wurde er 2001 zum Knight Bachelor geschlagen.

## Aufsichtsratsmitgliedschaften
Job ist seit Juni 2000 Aufsichtsratsmitglied beim US-amerikanischen Softwareunternehmen TIBCO, seit 2001 Deutsche Bank AG, seit Juli 2005 Shell Transport & Trading PLC und bei der britischen Investmentbank Schroders PLC.